# Calakmul
Calakmul je arheološko najdišče, ki leži globoko v tropskem gozdu v biosfernem rezervatu Calakmul v pokrajini Tierras Bajas v južni Mehiki (polotok Jukatan), 35 km oddaljeno od gvatemalske meje. Bil je pomembna naselbinska lokacija Majev, ki je več kot dvanajst stoletij igralo ključno vlogo v zgodovini tega območja. Njegove zgradbe in značilna celovita postavitev je izredno dobro ohranjena in daje živo sliko življenja v starodavnem majevskem središču.
Calakmul je bil sedež kraljestva Kače. Ocenjujejo, da je imel na višku okoli 50.000 prebivalcev in upravljal več krajev tudi v oddaljenosti 150 km. V arheološkem parku je 6750 starodavnih objektov, s piramido visoko preko 45 m, ki sodi med največje majevske zgradbe. Velikost osrednje monumentalne arhitekture je približno 2 km², celoten kompleks pa obsega okoli 20 km².
V mezoameriškem obdobju Klasike je bil Calakmul velik rival Tikalu, ki leži južneje že v Gvatemali.
Ponovno ga je iz zraka odkril biolog Cyrus L. Lundell iz Mexican Exploitation Chicle Company 29. decembra 1931. Odkritje je prijavil Sylvanus G. Morley iz Instituta Carnegie v Chichen Itzi v marcu 1932. Resno se je projekt Calakmul začel leta 1993, do tedaj ni bilo praktično nobenih pomembnih človekovih posegov na lokaciji zadnjih petsto let. Calakmul preučujejo, ohranjajo in restavrirajo v skladu z enotno in integrirano politiko. Arheološko najdišče je bilo zaščiteno z zveznim zakonom o spomenikih in arheoloških, umetniških in zgodovinskih conah iz leta 1972. Nacionalni inštitut za antropologijo in zgodovino (INAH), ki je agencija Nacionalnega sveta za kulturo in umetnost (CONACULTA) in Ministrstvo za javno izobraževanje (SEP) so odgovorni za upravljanje arheološkega najdišča in delajo preko svojega regionalnega urada v  Campecheju. 
Biosferni rezervat je bil ustanovljen leta 1989 in je največji te vrste v južni Mehiki. Leta 1993 je bil rezervat priznan v okviru UNESCO-vega programa Man and the Biosphere (MAB) in obsega 723.185 ha, od tega arheološko najdišče 3000 ha. Za upravljanje rezervata so odgovorni Ministrstvo za okolje in naravne vire (SEMARNAT), Nacionalni inštitut za ekologijo (INE) s poudarkom na prosto živečih živalih in v sodelovanju z vlado zvezne države Campeche, občino Calakmul in Ministrstvom za socialni razvoj (SEDESOL).

## Lokacija
Calakmul se nahaja v zvezni državi Campeche v jugovzhodni Mehiki, približno 25 km severno od meje z Gvatemalo in 38 km severno od ruševin mesta El Mirador. Ruševine El Tintal so oddaljene 68 km jugozahodno od Calakmula in je bil povezan tako z El Miradorom kot s Calakmulom z nasipom (cesto). Od sodobnega mesta Oxpemul je Calakmul oddaljen 20 km. Mesto se nahaja na okrog 35 metrov visoki vzpetini nad velikim sezonskim močvirjem, znanim kot El Laberinto bajo. Močvirje meri približno 34 krat 8 km in je pomemben vir vode. Močvirje je bilo z mestom povezano s sofisticiranim sistemom nadzora, vključno z naravnimi in umetnimi jarki in kanali, ki so obkrožali 22 km² veliko območje notranjega dela mesta Calakmul. Na začetku 21. stoletja je bilo območje okoli Calakmula prekrito z gostim deževnim gozdom.

## Prebivalstvo in obseg
Na vrhuncu v poznem klasičnem obdobju ocenjujejo, da je tukaj živelo okoli 50.000 prebivalcev na površini več kot 70 km². Mesto je bilo prestolnica velike regionalne države s površino okoli 13.000 km². Gostota prebivalstva je bila izračunana na 1000 preb./km² v jedru mesta in 420 preb/km² na obrobju (površina 122 km²). Calakmul je bil resnično urbano mesto. Jedro Calakmula je bilo znano že v antičnih časih kot Ox Te' Tuun (Mesto treh kamnov), za kar bi lahko bil vzrok tristrana piramidna struktura št. 2.
Kraljestvo Calakmul je obsegalo še 20 sekundarnih centrov, med katerimi so bila velika mesta kot so La Muñeca, Naachtun, Sasilha, Oxpemul in Uxul. Celotna populacija teh centrov je bila ocenjena na 200.000 prebivalcev. Kraljestvo je imelo tudi veliko število terciarnih in kvartarnih mest, večinoma dokaj majhnih (skupina hiš razporejenih okrog dvorišč), pa tudi več podeželskih naselij, ki so se nahajala na grebenih vzdolž robov močirja Bajos in so imela templje, palače in stele. Skupno podeželsko prebivalstvo kraljestva so ocenili na 1,5 milijona ljudi. Celotna populacija kraljestva Calakmula, ki je živela na 13.000 km² je ocenjena na 1,75 milijona ljudi v poznem klasičnem obdobju.

## Znani kralji
Kralji Calakmula so bili znani kot k'uhul kan ajawob (Bogovi kraljestva kače). Spodnji seznam ni popoln. Vsi datumi so našega štetja.
| Ime (ali vzdevek)       | obdobje      | Alternativno ime                  |
| ----------------------- | ------------ | --------------------------------- |
| Yuknoom Ch'een I        | ?            | –                                 |
| Tuun K'ab' Hix          | -520-546+    | Cu Ix, Ku Ix                      |
| Nebeška priča           | -561-572+    | –                                 |
| Yax Yopaat              | 572-579      | Axewielder prvi                   |
| Zvita kača              | 579-611+     | –                                 |
| Yuknoom Ti' Chan        | –619+        | Chan                              |
| Tajoom Uk'ab K'ahk'     | 622-630      | Ta Batz'                          |
| Yuknoom vodja           | 630-636      | Cauac vodja                       |
| Yuknoom Ch'een II       | 636–686      | Yuknom Ch'en, Yuknoom veliki      |
| Yuknoom Yich'aak K'ahk' | 686–c. 695   | Jaguar Paw Smoke, Jaguarjeva šapa |
| Razpoka zemlje          | c. 695+      | –                                 |
| Yuknoom Took' K'awiil   | -702–731+    | vladar 5, vladar 6, vladar 7      |
| Wamaw K'awiil           | c. 736       | –                                 |
| vladar Y                | c. 741       | vladar 8, B'olon K'awiil I        |
| Velika kača             | c. 751       | vladar 8, vladar Z                |
| B'olon K'awiil          | -771-c. 789+ | vladar 9, B'olon K'awiil II       |
| Chan Pet                | c. 849       | –                                 |
| Aj Took'                | c. 909       | –                                 |

## Zgodovina
Calakmul je bil vodilna majevska sila na velikem področju severnega bazena Peten, ki si ga danes delita Mehika in Gvatemala. Omrežje nasipov (cest) je povezovalo Calakmul z mesti El Mirador, Nakbe in El Tintal, kar kaže na močne politične povezave teh štirih mest, ki so se morda začele v predklasični dobi, ko sta bila tako Calakmul kot El Mirador pomembni mesti in se nadaljevala v klasičnem obdobju, ko je bil Calakmul sam najmočnejše mesto v regiji. 
Na tem področju so našli ostanke naselij iz srednje predklasične dobe Mezoamerike (900 -300 pr. n. št.). Nedavno je bila odkrita 12 m visoka "zgradba št. 2." iz okoli leta 400 - 200 pr. n. št. Do tedaj so verjeli, da je bil Nakbé (Gvatemala) edino veliko središče majevske kulture v tem času.
Calakmul je bil sedež entitete, ki jo sodobni zgodovinarji imenujejo "Kraljestvo Kače" oziroma "Kačje kraljestvo". To kraljestvo je obstajalo največji del klasičnega majevskega obdobja. Kasneje med letoma 542 - 695je bil Calakmul v stalnem rivalstvu z velikim južnim mestom Tikal, tako da so mnogi politični dogodki iz te dobe vezane na borbo med tema dvema majevskima supersilama.
Do 10. stoletja se je središče majevske kulture počasi premikalo proti severu, ko so nastala pomembna središča Palenque, Uxmal in končno Chichén Itzá. Calakmul je bil dokončno zapuščen. V 16. stoletju je Alonso de Ávila, ki je leta 1530 raziskoval to področje, našel majhno skupino ljudstva Cehaches, potomcev prebivalcev nekoč slavnega mesta.

## Arheološko najdišče
O Calakmulu je Cyrus Lundell, ameriški botanik, ki je bil v službi neke družbe, ki je pridobivala čikle (naravna surovina za izdelavo žvečilnega gumija), prvič poročal leta 1931. Leto kasneje je bil o najdbi več kot 60 stel obveščen Sylvanus Morley. Morley je obiskal ruševine sam v imenu Carnegie Institution iz Washingtona v letu 1932, kasnejše odprave v letih 1933, 1934 in 1938 pa je vodil njegov sodelavec Karl Ruppert. V 30. letih 20. st. so raziskovalci preslikali (mapirali) mestno jedro in posneli 103 stele. Preiskave so ustavili leta 1938, nakar so se arheologi vrnili šele leta 1982, ko je William J. Folan vodil projekt v imenu Universidad Autónoma de Campeche, ki je delala v Calakmulu do leta 1994. Calakmul je zdaj predmet obsežnega projekta Nacionalnega inštituta za antropologijo in zgodovino (INAH) pod vodstvom Ramóna Carrasca.
Jedro Calakmula pokriva površino približno 2 km² in vsebuje ostanke približno 1000 objektov. Izven jedra na obrobju, ki zaseda okoli 20 km² so manjši stanovanjski objekti, arheologi so našli približno 6250 objektov.
Za gradnjo so uporabljali mehak apnenec, zato je prišlo do hude erozije ostankov.  Mesto Calakmul je bilo zgrajeno v obliki koncentričnih polj in se ga lahko razdeli na cone, ki se širijo navzven iz centra mesta. Notranja cona zajema območje okoli 1,75 km². Tukaj se nahajajo večinoma monumentalne zgradbe in vsebuje 975 objektov, od tega okoli jih ima 300 zgrajene obokane kamnite zidove. Približno 92 objektov so velike piramide, razporejene po trgov in dvorišč. Na severni strani je mesto omejeno s 6 metrov visokim zidom, kjer je bil tudi nadzorovan dostop.
Mnogi objekti so bili zgrajeni ob robu barja El Laberinto zahodno od središča mesta, med njimi tudi visoke in javne zgradbe. Območje med stanovanjskimi objekti je bilo uporabljeno za vrtnarstvo.

## Zgradbe
Zgradba št. 1 (tudi I.) je 50 metrov visoka piramida vzhodno od središča mesta. Številne stele je postavil Yuknoom Took' K'awiil v letu 731. Ker je bila zgrajena na griču, se zdi zgradba št. 1. višja od št. 2.
Zgradba št. 2 (ali II.) je ogromen piramidast tempelj, eden največjih majevskih na svetu. Njena baza meri 120 m² in je več kot 45 m visoka. Podobno kot pri številnih templjih v mezoameriškem kulturnem prostoru, je bil tudi ta nadgrajen na že obstoječem templju, da bi povečali njegovo velikost. Jedro stavbe (Zgradba št. 2a) je tristrana piramida zgrajena v poznem predklasičnem obdobju, pri čemer ta starodavna stavba še vedno tvori najvišjo točko piramide. V zgodnjem klasičnem obdobju je bil zgrajen ogromen podaljšek na sprednji strani piramide, ki zajema prejšnje stavbe na severni strani. Tri nova svetišča so bile zgrajene na podlagi tega podaljšanja (Zgradba št. 2B, 2C in 2D), vsako od teh svetišč je imelo svoje dostopno stopnišče. Zgradba št. 2B je bila osrednje svetišče, 2C je bil na vzhodu in 2D na zahodu. Fasada je imela šest velikih mask, ki so stale med temi stopnicami, tri razporejene navpično na vsaki strani osrednjega stopnišča. Zgradba št. 2 je podobnega datum nastanka, velikosti in zasnove kot El Tigre piramida v El Miradorju. Pozneje v 8. stoletju so ob vznožju fasade vsaki od teh postavili stele. Fasada zgradbe št. 2B je imela fasado pokrito z veliko masko. Kasneje so bile začete tudi druge fasade, vendar niso bile nikoli končane. V poznem klasičnem obdobju je bilo zgrajenih devet sob palače na vrhu piramide, ki podpirajo obok strehe, ki je imel pobarvano dekoracijo štukature iz basreliefa. Sobe so razporejene v tri skupine po tri, vsaka soba je nameščena zadaj za predhodno. Celotna poznoklasična palača meri 19,4 krat 12 metrov. Sprednji dve vrsti sob so uporabljali za pripravo hrane, saj so v njih našli dimnike in žrmlje. Soba 7 je bila parna kopel.
Ostale zgradbe so arheologi razdeli še v skupine 3 do 8 in znotraj teh še v podskupine.

## Stele, murali, keramika
Calakmul je po ostankih najbogatejše odkrito majevsko nahajališče. Poleg zgradb so našli še 117 stel, kar je največ v regiji. Največkrat stojijo v parih in predstavljajo vladarje in njihove žene. Ker so stele iz apnenca so se reliefi na njih slabše ohranili. Odkrili so tudi številne freske, ki pa ne predstavljajo dejavnosti elite ampak prikazujejo prizore ljudi, ki pripravljajo ali uporabljajo izdelke kot so atole, tamales ali tobak kot mazilo, tekstil in igle. Freske vsebujejo tudi pismenke, ki opisujejo dogajanje. Še en zanimiv vir so ostanki keramike.

### Tlakovane poti
Osem tlakovanih poti (nasipov) je bilo zgrajenih okoli Calakmula. Dve od teh sta bili locirani, tri so bile vidni na terenu in še tri so našli z daljinskim zaznavanjem. Oštevilčili so jih od 1 do 7. Mreža poti ni povezala le Calakmula z lokalnimi satelitskih mesti ampak tudi z bolj oddaljenimi zavezniki in tekmeci, kot so velika mesta El Mirador, El Tintal in Nakbe. Te poti, ki prečkajo močvirna zemljišča so nasuli in jih podprli z gosto vegetacijo.
Pot št. 1 je dolga 450 metrov in je ravna in polnjena s kamenjem. Nahaja se urbanem območju v središču mesta. Prvič so jo mapirali leta 1930 - Carnegie Institution of Washington.
Pot št. 2 je 70 metrov dolga. Je v središču mesta. Zgrajena je iz zbite zemlje. Ta nasip so verjetno izdelali za prevoz kamna iz kamnoloma za potrebe gradnje konstrukcije 1 in 3.
Pot št. 3 je dolga razteza 8 km in teče na severovzhod. Odkrita je bila leta 1982.
Pot št. 4 je dolga 24 km in poteka jugovzhodno od središča mesta. Odkrita je bila leta 1982.
Pot št. 5 teče zahodno od glavnega vodnjaka, čez močvirje El Laberinto in je dolga 16 km. Poteka proti kraju Sasilhá.
Pot št. 6 teče jugozahodno čez močvirje El Laberinto in povezuje Calakmul z El Miradorjem v dolžini 38,25 km in El Tintalom  dodatnih 30 km.
Pot št. 7 se nahaja južno od poti št. 6. Je najmanj 5,1 km dolga in poteka čez močvirje El Laberinto.
Pot št. 8 je na zahodni strani močvirja in ni videti, da bi prečila mesto.

## Nadzor nad vodo
Mesto je imelo široko mrežo kanalov in rezervoarjev za vodo. Našli so pet glavnih rezervoarjev, največji primerek meri 242 krat 212 metrov. Ta rezervoar se napolni z majhno sezonsko reko v deževnem obdobju in ima še dovolj vode, da so ga arheologi uporabljali v času raziskovanj.
Trinajst rezervoarjev so našli pri Calakmulu. Skupna zmogljivost vseh rezervoarjev je bila ocenjena na več kot 200.000.000 litrov. Ta količina vode, ki bi lahko zadostovala za oskrbo 50.000 do 100.000 ljudi a o tem ni dokazov, verjetno pa so bili rezervoarji uporabljeni tudi za namakanje pridelkov.

## Biosferni rezervat
Rezervat je bil ustanovljen leta 1989 kot velik eksperiment za ekološko zaščito. Leta 1993 je bila zgrajena asfaltirana cesta za lažji dostop do več arheoloških najdišč. V rezervatu obstaja skoraj 7000 lokacij iz predklasičnega in klasičnega obdobja.
Rastlinstvo in živalstvo je tropsko in je presenetljivo raznoliko. V Calakmulu živi 86 vrst sesalcev - tudi pet od šestih mačk, ki živijo v Mehiki (jaguar, puma, ozelot, Felis tigrina (vrsta tigra), mravljinčar, različne opice, tapir, krokodil in drugi). Prav tako je dom okoli 282 vrst ptic, 50 vrst plazilcev, 400 vrst metuljev in 73 vrst divjih orhidej.